# Diócesis de Queenstown
La diócesis de Queenstown (en latín: Dioecesis Civitatis Reginae seu Queenstoven(sis) y en inglés: Roman Catholic Diocese of Queenstown) es una circunscripción eclesiástica latina de la Iglesia católica en Sudáfrica, sufragánea de la arquidiócesis de Ciudad del Cabo. La diócesis tiene al obispo Paul Siphiwo Vanqa, S.A.C. como su ordinario desde el 3 de marzo de 2021. 

## Territorio y organización
La diócesis tiene 26 000 km² y extiende su jurisdicción sobre los fieles católicos de rito latino residentes en la provincia del Cabo Oriental en los distritos de: Queenstown, Cathcart, Stutterheim, Tarka, Hofmeyr, Glen Grey, Stockenström, Maraisburg, St Mark's, Tsomo, Ngqamakhwe, Butterworth, Dutywa, Centane y Willowvale.
La sede de la diócesis se encuentra en la ciudad de Queenstown, en donde se halla la Catedral de Cristo Rey.
En 2019 en la diócesis existían 14 parroquias agrupadas en 3 decanatos.

## Historia
En 1927 un grupo de misioneros palotinos alemanes que habían sido expulsados de Camerún por las autoridades coloniales francesas llegó a esta región de Sudáfrica por invitación del delegado apostólico Bernard Gijlswijk. Sin embargo, el vicariato apostólico del Cabo de Buena Esperanza, Distrito Oriental, dirigido por el irlandés Hugh McSherry, recibió con desconfianza a los nuevos misioneros y exigió que su actividad se limitara a los no europeos. La erección de una misión sui iuris independiente reconoció a los palotinos la libertad misionera efectiva.
La misión sui iuris de Queenstown fue erigida el 20 de febrero de 1929 con el breve Ut Evangelium del papa Pío XI, obteniendo el territorio del vicariato apostólico del Cabo de Buena Esperanza, Distrito Oriental (hoy diócesis de Port Elizabeth).
El 9 de abril de 1934, en virtud de la bula Libenti animo del papa Pío XI, cedió una parte de su territorio a la prefectura apostólica de Gariep (hoy diócesis de Aliwal).
Los inicios de la misión fueron particularmente duros, sobre todo por la falta de apoyo financiero de Europa. Para hacer frente a los gastos del funeral del primer superior de la misión Franz Josef Vogel, que murió de un infarto provocado por el estrés, los palotinos se vieron obligados a contratar una hipoteca.
El 29 de marzo de 1938 la misión sui iuris fue elevada a prefectura apostólica, la cual fue elevada nuevamente a vicariato apostólico el 9 de abril de 1948 con la bula Digna plane del papa Pío XII.
Finalmente, el vicariato apostólico fue elevado al rango de diócesis el 11 de enero de 1951 con la bula Suprema Nobis del papa Pío XII.
El 7 de febrero de 1952, la diócesis se expandió para incluir territorios que habían pertenecido a la diócesis de Umtata.
Con Johannes Baptista Rosenthal se inició un proyecto sistemático que dotó a este distrito eclesiástico de estructuras parroquiales y escolares. Logró la construcción de iglesias parroquiales y la propia catedral; fundó el Hospital Glen Gray, erigió el seminario y estableció un centro para la educación de catequistas en Lumko.

## Estadísticas
De acuerdo al Anuario Pontificio 2020 la diócesis tenía a fines de 2019 un total de 59 350 fieles bautizados.
| Año                                                                             | Población            | Población | Población      | Sacerdotes | Sacerdotes    | Sacerdotes    | Bautizados por sacerdote | Diáconos permanentes | Religiosos | Religiosos | Parroquias |
| Año                                                                             | Bautizados católicos | Total     | % de católicos | Total      | Clero secular | Clero regular | Bautizados por sacerdote | Diáconos permanentes | Varones    | Mujeres    | Parroquias |
| ------------------------------------------------------------------------------- | -------------------- | --------- | -------------- | ---------- | ------------- | ------------- | ------------------------ | -------------------- | ---------- | ---------- | ---------- |
| 1969                                                                            | 18 815               | 906 950   | 2.1            | 38         | 5             | 33            | 495                      |                      | 48         | 148        | 25         |
| 1980                                                                            | 34 694               | 1 050 000 | 3.3            | 58         | 31            | 27            | 598                      |                      | 34         | 98         |            |
| 1990                                                                            | 44 000               | 1 235 000 | 3.6            | 21         | 3             | 18            | 2095                     |                      | 21         | 93         | 5          |
| 1999                                                                            | 50 000               | 1 650 000 | 3.0            | 21         | 6             | 15            | 2380                     | 2                    | 18         | 60         |            |
| 2000                                                                            | 50 000               | 1 800 000 | 2.8            | 19         | 6             | 13            | 2631                     | 2                    | 16         | 63         |            |
| 2001                                                                            | 55 000               | 1 900 000 | 2.9            | 19         | 5             | 14            | 2894                     | 5                    | 16         | 58         |            |
| 2002                                                                            | 61 886               | 2 110 000 | 2.9            | 17         | 5             | 12            | 3640                     | 5                    | 14         | 32         |            |
| 2003                                                                            | 56 000               | 2 110 000 | 2.7            | 17         | 5             | 12            | 3294                     | 5                    | 14         | 28         |            |
| 2004                                                                            | 56 000               | 2 110 000 | 2.7            | 17         | 6             | 11            | 3294                     | 4                    | 12         | 28         |            |
| 2010                                                                            | 52 600               | 2 278 000 | 2.3            | 23         | 11            | 12            | 2286                     | 10                   | 13         | 22         |            |
| 2014                                                                            | 54 700               | 2 370 000 | 2.3            | 21         | 12            | 9             | 2604                     | 9                    | 10         | 23         |            |
| 2017                                                                            | 57 700               | 2 540 760 | 2.3            | 22         | 12            | 10            | 2622                     | 8                    | 12         | 20         |            |
| 2020                                                                            | 59 350               | 2 700 000 | 2.2            | 19         | 9             | 10            | 3123                     | 8                    | 13         | 18         |            |
| Fuente: Catholic-Hierarchy, que a su vez toma los datos del Anuario Pontificio. |                      |           |                |            |               |               |                          |                      |            |            |            |

## Episcopologio
- Franz Josef Vogel, S.A.C. † (20 de febrero de 1929-11 de mayo de 1935 falleció)
- Johannes Baptista Rosenthal, S.A.C. † (1937-3 de febrero de 1972 renunció)
- Johannes Baptista Rosner, S.A.C. † (3 de febrero de 1972-3 de febrero de 1984 retirado)
- Herbert Nikolaus Lenhof, S.A.C. † (3 de febrero de 1984-16 de noviembre de 2009 renunció)
- Dabula Anthony Mpako (23 de mayo de 2011-30 de abril de 2019 nombrado arzobispo de Pretoria)
- Paul Siphiwo Vanqa, S.A.C., desde el 3 de marzo de 2021[6]